# Metropolia gnieźnieńska
Metropolia gnieźnieńska – jedna z 14 metropolii obrządku łacińskiego w polskim Kościele katolickim. Jest najstarsza w Polsce, gdyż została powołana w 1000 roku przez papieża Sylwestra II.

## Historia
Metropolia gnieźnieńska jest pierwszą w Polsce. Powołana została w 1000 roku w trakcie zjazdu gnieźnieńskiego, kiedy to cesarz Otton III odbył pielgrzymkę do grobu św. Wojciecha w Gnieźnie. W jej skład weszły:
1. archidiecezja gnieźnieńska
2. diecezja kołobrzeska
3. diecezja wrocławska
4. diecezja krakowska
5. diecezja poznańska (od ok. 1012)

### Lata 1000–1386
Około 1007–1015 upadła diecezja kołobrzeska. Na jej miejsce powołano diecezję kruszwicką, którą zastąpiła diecezja kujawska ze stolicą we Włocławku. Ponadto powstały diecezja płocka (1075), lubuska (ok. 1124) i kamieńska (1140). W latach 1243–1246 metropolii podlegała diecezja chełmińska, która następnie weszła do metropolii ryskiej.
Około roku 1031 upadła diecezja wrocławska w wyniku reakcji pogańskiej (1031/1032) i najazdu czeskiego księcia Brzetysława I (1038). Na synodzie w Moguncji w październiku 1049 papież Leon IX zgodził się na reaktywowanie diecezji na Śląsku, prawdopodobnie podporządkowując ją metropolii magdeburskiej. W roku 1051 Kazimierz Odnowiciel restytuował diecezję śląską najprawdopodobniej w Ryczynie. Jej siedzibę przeniesiono z powrotem do Wrocławia w roku 1075.
Po napadzie księcia Brzetysława I na Gniezno w roku 1039 upadła metropolia gnieźnieńska. Najprawdopodobniej w roku 1075 król Polski Bolesław Śmiały przywrócił metropolię oraz reorganizował Kościół polski.
1. archidiecezja gnieźnieńska
2. diecezja krakowska
3. diecezja wrocławska (od 1000 do ok. 1031, restytuowana w 1051)
4. diecezja płocka (od 1075)
5. diecezja kruszwicka (ok. 1015 do przełomu XI i XII w.)
6. diecezja kujawska (od ok. 1123)
7. diecezja chełmińska (1243–1246)
8. diecezja kamieńska (po 1373 podległa bezpośrednio papieżowi)
9. diecezja lubuska

### Lata 1386–1569
Po unii polsko-litewskiej w skład metropolii weszły nowe diecezje z Wielkiego Księstwa Litewskiego: wileńska (1388) i żmudzka (1421). W 1566 sekularyzowano diecezję lubuską, w tym samym roku metropolii podporządkowano diecezję chełmińską. Od XVI w. pod metropolię podlegała też diecezja łucka (wcześniej pod metropolię lwowską). Skład metropolii od 1569:
1. archidiecezja gnieźnieńska
2. diecezja poznańska
3. diecezja chełmińska (od 1566)
4. diecezja płocka
5. diecezja kujawska
6. diecezja lubuska (do 1566)
7. diecezja łucka
8. diecezja wileńska
9. diecezja krakowska
10. diecezja żmudzka
11. diecezja wrocławska

### Lata 1569–1772
Od 1621 metropolii podlegała powołana w 1583 diecezja inflancka. W 1618 powstała diecezja smoleńska. Skład metropolii do 1772:
1. archidiecezja gnieźnieńska
2. diecezja poznańska
3. diecezja chełmińska
4. diecezja płocka
5. diecezja kujawska
6. diecezja łucka
7. diecezja wileńska
8. diecezja inflancka
9. diecezja krakowska
10. diecezja żmudzka
11. diecezja smoleńska
12. diecezja wrocławska

### Lata 1772–1815
W wyniku rozbiorów Polski i zmian terytorialnych zanikły diecezje smoleńska i inflancka. Diecezje łucka, wileńska, żmudzka weszły w skład metropolii mohylewskiej, a krakowska przejściowo w skład metropolii lwowskiej. Skład metropolii od 1815:
1. archidiecezja gnieźnieńska
2. diecezja poznańska
3. diecezja chełmińska
4. diecezja płocka
5. diecezja kujawska
6. diecezja wrocławska

### Lata 1815–1918
W 1821 zawiązano unię personalną aeque principaliter archidiecezji gnieźnieńskiej i poznańskiej. W tym samym roku diecezja wrocławska została podporządkowana Stolicy Apostolskiej. Diecezje płocka i kujawska (od 1818 kujawsko-kaliska) znalazły się w Królestwie Polskim w metropolii warszawskiej. Skład metropolii od 1821:
1. archidiecezja gnieźnieńska
2. archidiecezja poznańska
3. diecezja chełmińska

### Lata 1918–1945
Po zmianach granicznych i podpisaniu konkordatu w 1925 metropolii gnieźnieńskiej podporządkowano diecezję włocławską.
metropolie gnieźnieńska i poznańska w unii personalnej aeque principaliter
1. archidiecezja gnieźnieńska
2. archidiecezja poznańska
3. diecezja chełmińska
4. diecezja włocławska

### Lata 1945–1972
W 1946 rozwiązano unię personalną metropolii gnieźnieńskiej i poznańskiej zawiązując unię in persona episcopi archidiecezji gnieźnieńskiej i metropolii warszawskiej, tworząc w ten sposób metropolię w składzie:
1. archidiecezja gnieźnieńska
2. diecezja chełmińska
3. diecezja włocławska

### Lata 1972–1992
Po zmianach terytorialnych i powołaniu nowych diecezji na Ziemiach Zachodnich w skład metropolii weszły diecezje: gdańska, szczecińsko-kamieńska, koszalińsko-kołobrzeska. Skład metropolii:
1. archidiecezja gnieźnieńska
2. diecezja chełmińska
3. diecezja gdańska
4. diecezja koszalińsko-kołobrzeska
5. diecezja szczecińsko-kamieńska
6. diecezja włocławska

### Od roku 1992
Bullą papieską Totus Tuus Poloniae populus rozwiązano unię personalną i utworzono metropolię gnieźnieńską w składzie:
1. archidiecezja gnieźnieńska
2. diecezja włocławska
3. diecezja bydgoska (od 2004)

## Diecezje wchodzące w skład metropolii
1. Archidiecezja gnieźnieńska
2. Diecezja włocławska
3. Diecezja bydgoska

## Biskupi metropolii

### Biskupi diecezjalni
- Metropolita prymas: ks. abp Wojciech Polak (od 2014) (Gniezno)
- Sufragan: ks. bp Krzysztof Wętkowski (od 2021) (Włocławek)
- Sufragan: ks. bp Krzysztof Włodarczyk (od 2021) (Bydgoszcz)

### Biskup pomocniczy
- ks. bp Radosław Orchowicz (od 2022) (Gniezno)

### Biskupi seniorzy
- ks. abp Józef Kowalczyk (prymas senior) (od 2014) (Gniezno)
- ks. abp Henryk Muszyński (prymas senior) (od 2010) (Gniezno)
- ks. bp Wiesław Mering (od 2021) (Włocławek)
- ks. bp Stanisław Gębicki (od 2020) (Włocławek)
- ks. bp Jan Tyrawa (od 2021) (Bydgoszcz)

### Biskup rezydent
- ks. abp Jan Paweł Lenga (od 2011) (Licheń Stary)

## Główne świątynie metropolii

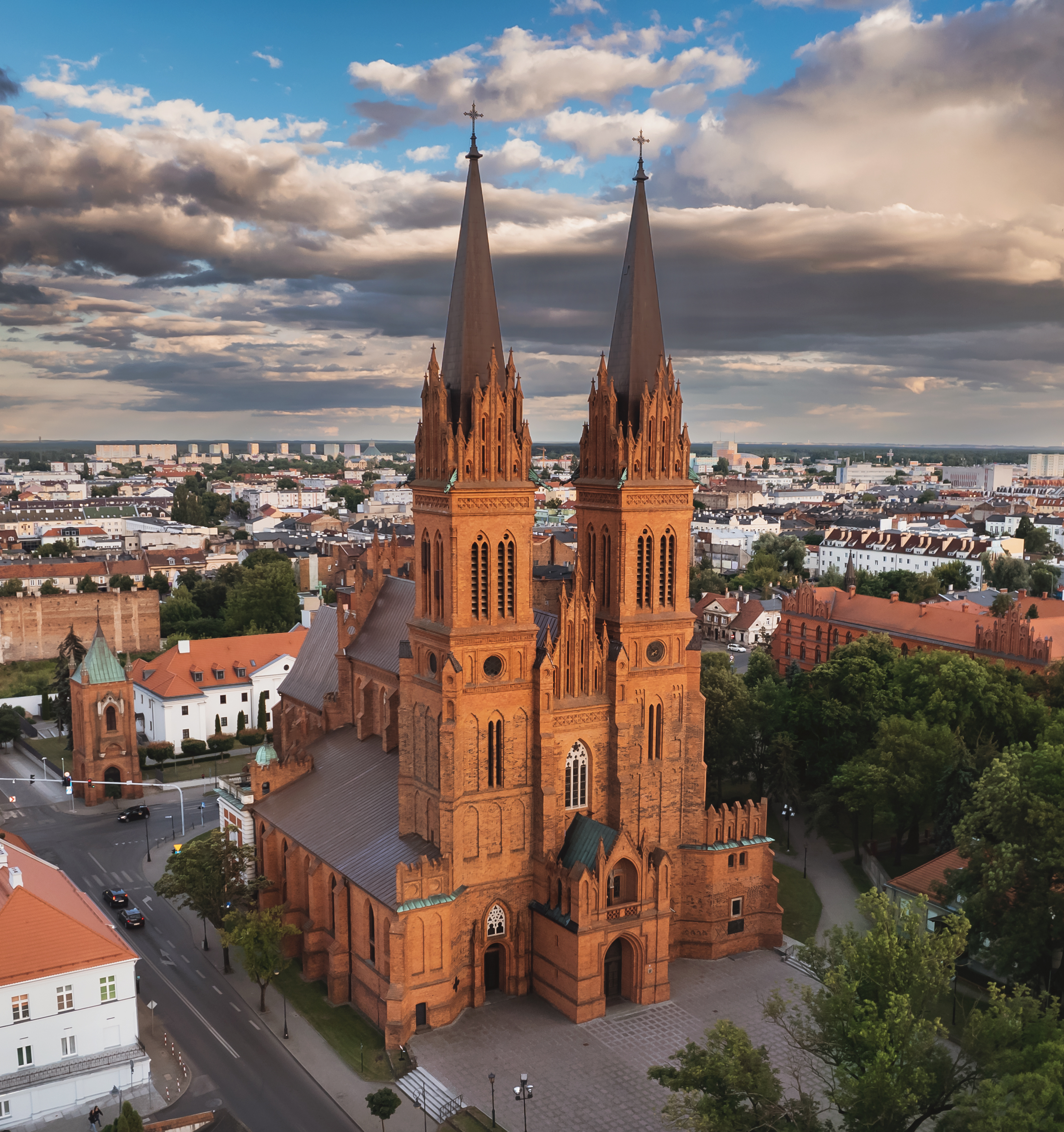
Bazylika katedralna we Włocławku

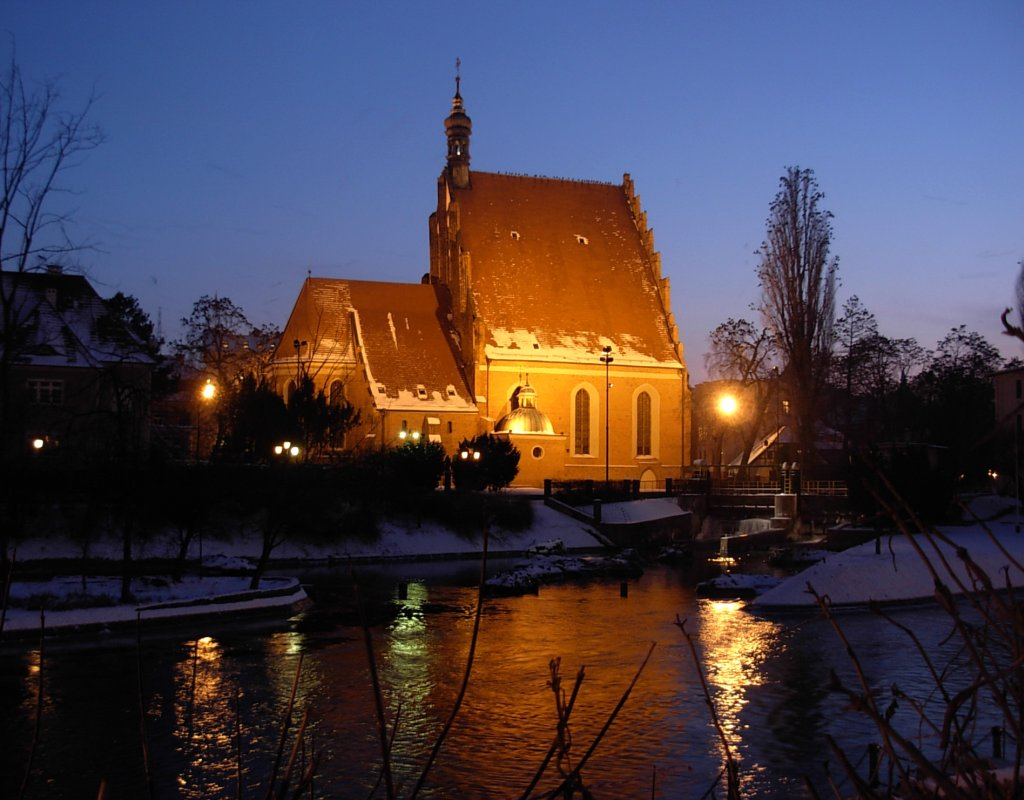
Katedra w Bydgoszczy

- Bazylika prymasowska w Gnieźnie

- Bazylika katedralna we Włocławku

- Katedra w Bydgoszczy